# 2026 Cottrell
2026 Cottrell è un asteroide della fascia principale. Scoperto nel 1955, presenta un'orbita caratterizzata da un semiasse maggiore pari a 2,4467851 UA e da un'eccentricità di 0,1158504, inclinata di 2,45932° rispetto all'eclittica.
L'asteroide prende il nome dall'inventore e uomo d'affari statunitense Frederick Gardner Cottrell.